# Газовщик (фильм, 1998)
«Газовщик» (англ. Gasman)— шотландский короткометражный фильм 1998 года, сценаристом и режиссёром которого стала Линн Рамзи.

## Сюжет
Действие фильма происходит в 1970-х годах. Линн, молодая девушка, узнаёт о не совсем тайной измене своего мужа на рождественской вечеринке.

## В ролях
- Линн Рамзи — Линн
- Мартин Андерсон — Стивен
- Джеймс Рамзи — окружной прокурор
- Дениз Фланнаган — мать
- Джеки Куинн — женщина
- Лиза Тейлор — девушка
- Роберт Макьюэн — мальчик

## Награды и номинации
- Каннский кинофестиваль (1998) — «Золотая ветвь за лучший короткометражный фильм» — Линн Рамзи.
- Кинопремия Британской киноакадемии «За лучший короткометражный фильм» (1998) — Линн Рамзи, Гэвин Эмерсон.
- Премия Чикагского международного кинофестиваля «За лучший повествовательный короткометражный фильм» (1998) — Линн Рамзи.
- Премия Международного кинофестиваля в Локарно «За лучший фильм» (1998) — Линн Рамзи.
- Премия Атлантического кинофестиваля «За лучший международный короткометражный фильм» (1998) — Линн Рамзи.